# Téléphérique de la Citadelle de Namur
Le Téléphérique de la Citadelle de Namur est un moyen de transport touristique inauguré le 8 mai 2021 reliant la place Maurice Servais à l'esplanade de la citadelle, le trajet se fait entre six minutes et neuf minutes selon affluence. Il succède plus de vingt ans après sa fermeture au précédent téléphérique dont le tracé était différent. 
Ce téléphérique est une télécabine pulsée, composée de quatre trains de trois cabines.
Le tracé a été choisi pour couper le moins d’arbres possibles et pour éviter les souterrains de la citadelle.

## Histoire

### Cause de l'arrêt de l'ancien téléphérique
Le 25 juin 1997, à la suite d'un risque d'éboulement et pour des raisons de sécurité, le téléphérique est mis à l'arrêt temporairement. Cette fermeture temporaire finit par être définitive.
En 2002, un incendie criminel détruit entièrement la station inférieure. Tout espoir de remise en activité est définitivement perdue.
En août 2005, les treize pylônes du téléphérique sont démontés.
Durant 40 ans, le téléphérique a alors transporté près de cinq millions de passagers.

### Le nouveau téléphérique
En 2013, à la suite des demandes du bourgmestre Maxime Prévot, la ville de Namur entame une étude de la faisabilité visant à déterminer la meilleure localisation pour la construction d'un nouveau téléphérique. C'est finalement le flanc sambrien de la citadelle qui est sélectionné : le futur téléphérique part de la place Maurice Servais et rejoint l'esplanade de la citadelle en enjambant la Sambre. Il assure la liaison entre le centre-ville et la citadelle de Namur, renforçant ainsi l'attractivité du site.
En 2017, le collège communal de Namur attribue la conception des bâtiments à l'association d'architectes Pierre Maes & U'MAN architectes. La construction est attribuée à l'association des entreprises Poma, Franki et Labellemontagne. Ce consortium se charge de l'exploitation et de l'entretien de l'appareil pendant trente ans et durant cette période, la ville de Namur lui devra 600 000 euros par an. Cependant, il y a un flou juridique sur la date de début de cette période. 
Le 6 octobre 2020, trois des quatre pylônes ont été installés et implantés sur le massif de la forteresse par hélicoptère.
Après un changement dans le design de la gare aval, le permis de bâtir est finalement délivré le 18 octobre 2019 pour une inauguration en septembre 2020 retardée de plusieurs mois à cause de la pandémie de Covid-19.
Le 8 mai 2021, le téléphérique est inauguré en présence des autorités publiques, de la presse, du constructeur et de l'exploitant.
Le téléphérique est ouvert toute l'année, en semaine de 7h00 à 18h30 et le week-end de 10h00 à 17h00.

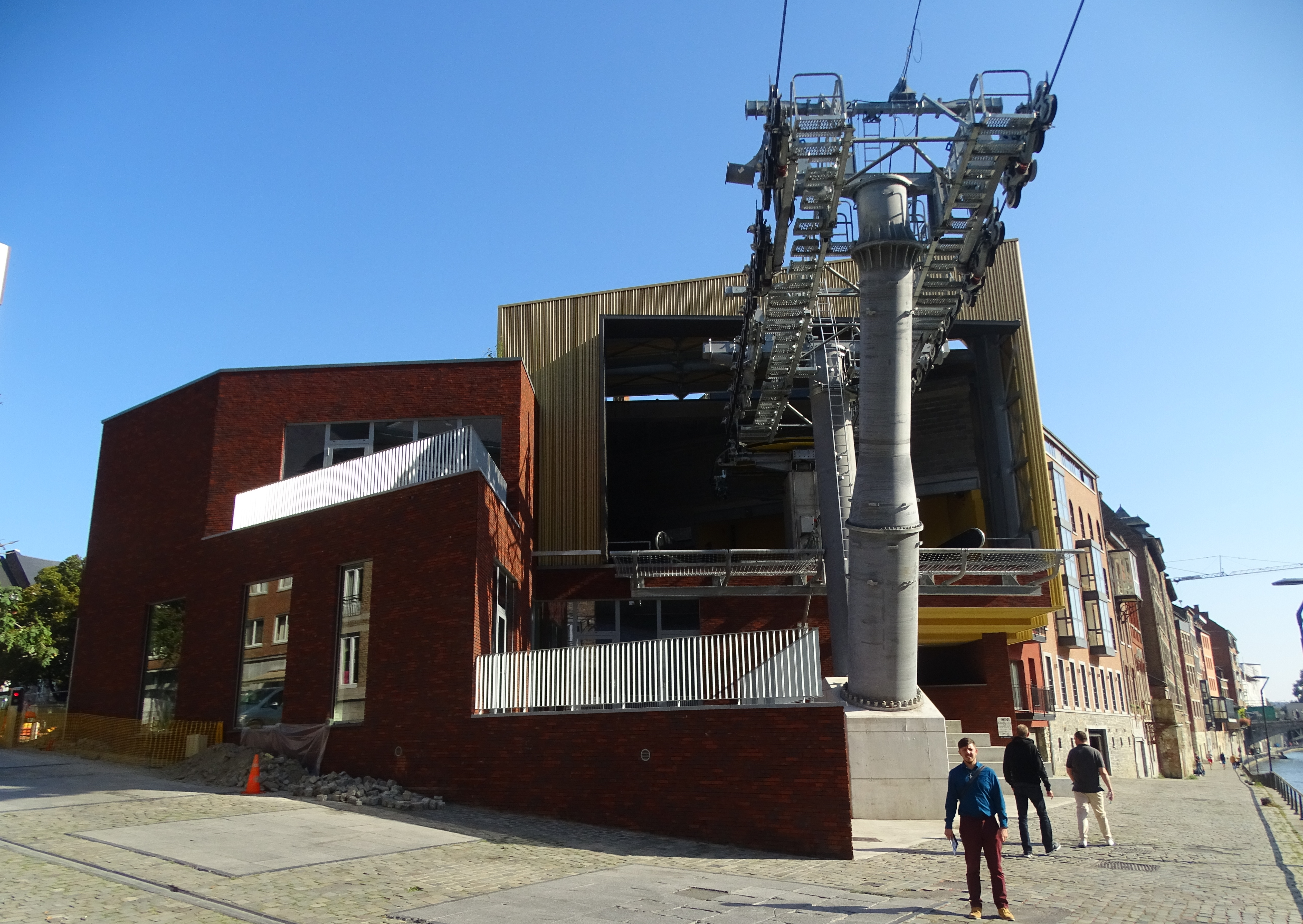
La station place Maurice Servais.
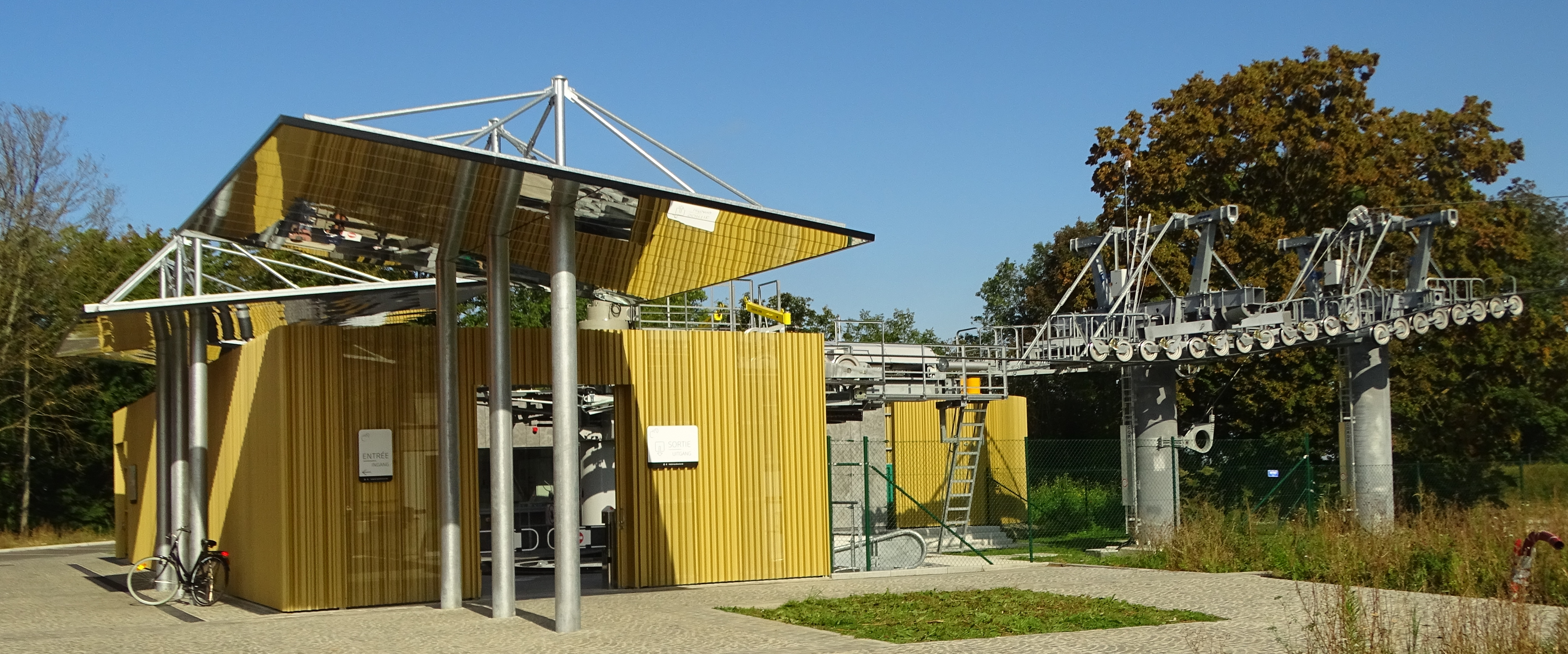
La station de l'esplanade de la citadelle.
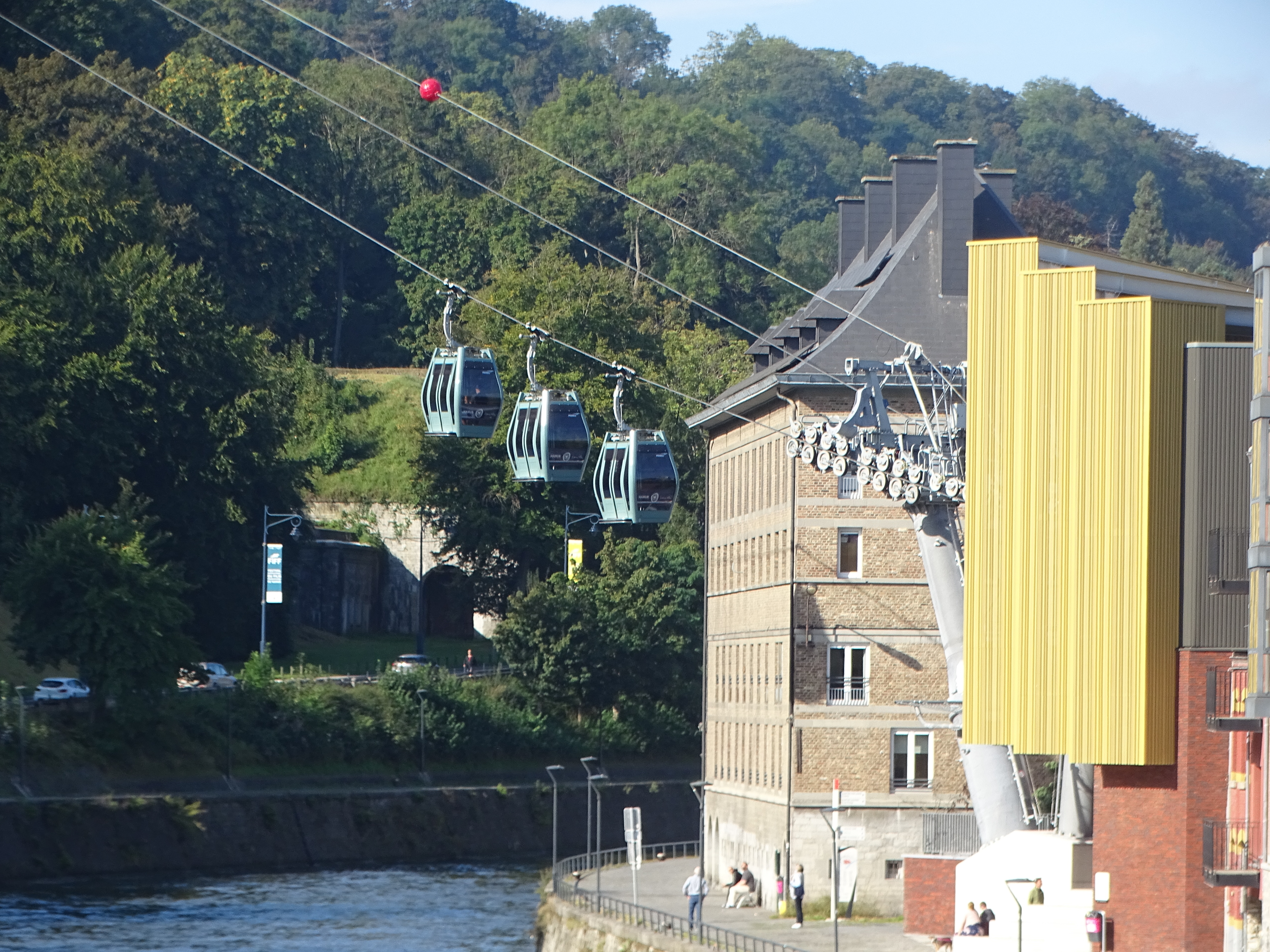
Trois cabines sortent de la station aval.
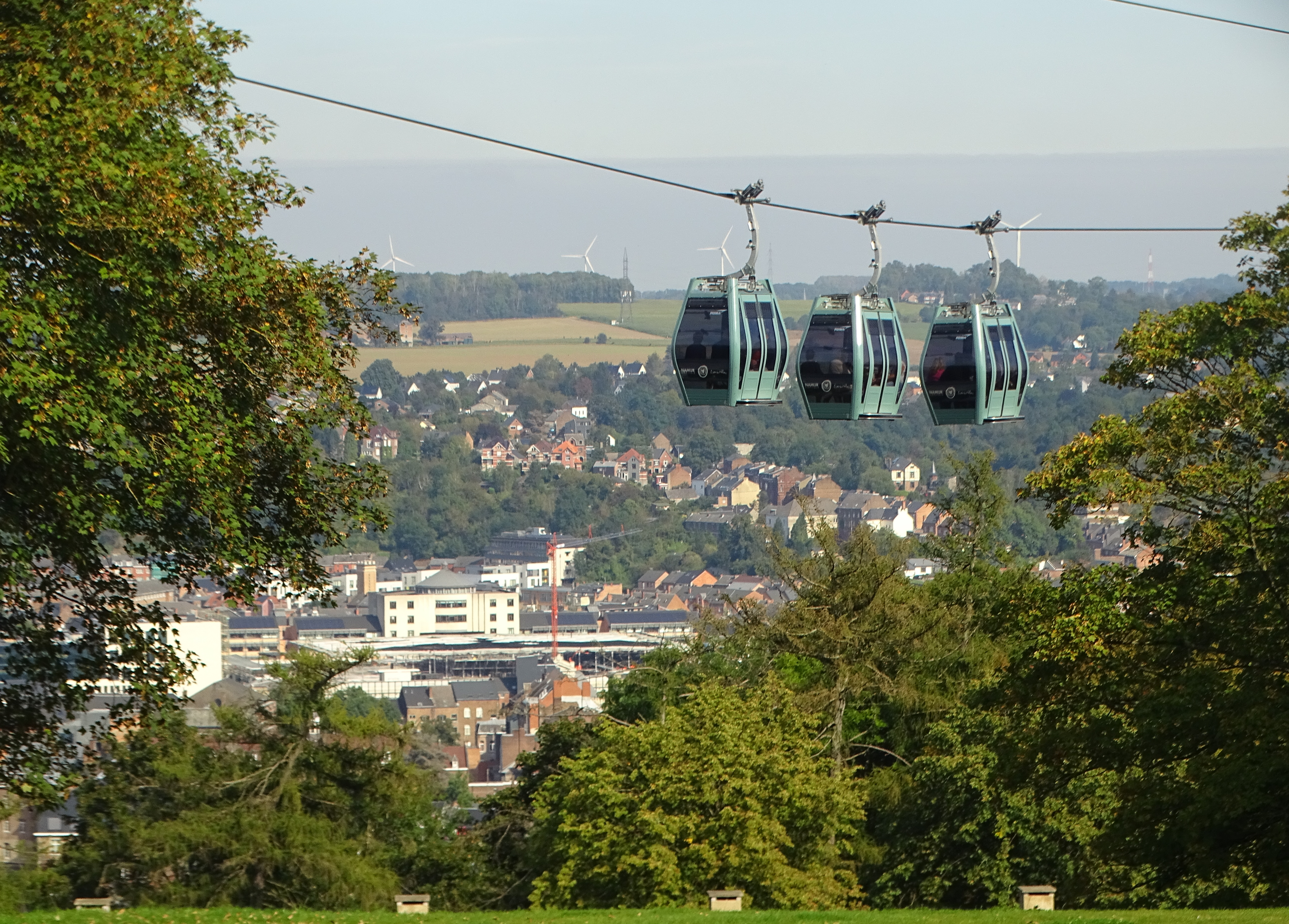
Trois cabines et, en arrière-plan, Namur.
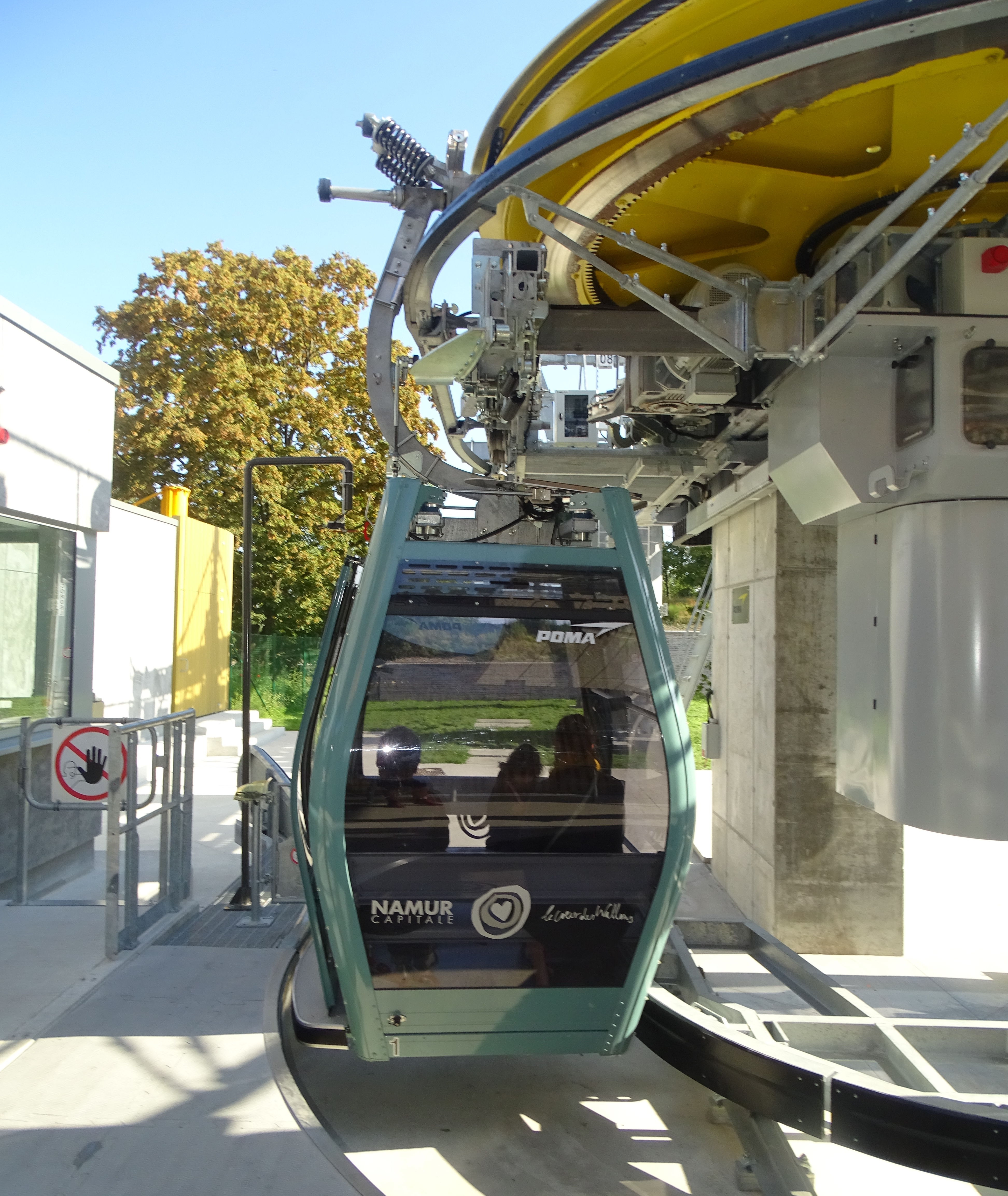
Détail d'une cabine.